# Lorentz-groep
In de natuurkunde en de groepentheorie, een deelgebied van de wiskunde, is de lorentz-groep de groep van alle lorentztransformaties van de minkowski-ruimtetijd, de klassieke setting voor alle (niet-zwaartekracht) natuurkundige fenomenen.
De lorentz-groep is de deelverzameling van de poincaré-groep bestaande uit de elementen die de oorsprong vast houden. Het is dus de groep van coördinatentransformaties van de minkowski-ruimtetijd die de eigentijd en de oorsprong behouden.
De wiskundige vorm van
- de kinematische wetten van de speciale relativiteitstheorie,
- de veldvergelijkingen van Maxwell in de theorie van het elektromagnetisme,
- de vergelijking van Dirac in de theorie van het elektron,

zijn elk invariant onder lorentztransformaties. Daarom kan men zeggen dat de lorentz-groep een fundamentele symmetrie van veel van de bekende fundamentele natuurwetten uitdrukt.

## Groepsaxioma's
Twee transformaties kunnen samengesteld worden door ze na elkaar uit te voeren. Dit betekent dat tijd en plaats in een stelsel S eerst omgerekend worden naar een stelsel S' dat beweegt ten opzichte van S en vervolgens naar een derde stelsel S" dat beweegt ten opzichte van S'. Het resultaat is een transformatie van S naar S". De groep van lorentztransformaties moet voldoen aan de volgende axioma's:
- Als {\displaystyle L} en {\displaystyle L'} lorentztransformaties zijn, is de samenstelling {\displaystyle L''=LL'} ook een lorentztransformatie.
- Er is een eenheidstransformatie {\displaystyle I} zodat voor iedere lorentztransformatie {\displaystyle L} geldt {\displaystyle IL=LI=L}.
- Voor iedere lorentztransformatie {\displaystyle L} is er een bijbehorende inverse lorentztransformatie {\displaystyle L^{-1}} zodat {\displaystyle LL^{-1}=L^{-1}L=I}.

## Definitie
De verzameling van (lineaire) coördinatentransformaties is een groep. De ondergroep daarvan waarbij tijd en afstand invariant zijn, bestaat uit de galileitransformaties uit de klassieke mechanica. De lorentz-groep is de verzameling van coördinatentransformaties waarbij de lichtsnelheid invariant is. Het is eenvoudig in te zien dat deze verzameling aan de drie axioma's voldoet. Immers als twee transformaties allebei de lichtsnelheid niet veranderen, doet de samenstelling dat ook niet. De eenheidstransformatie verandert de lichtsnelheid niet en de inverse van een transformatie die de lichtsnelheid niet verandert, doet dat zelf ook niet. 